# Mayer Szabina
Mayer Szabina (Pápa, 1988. március 24. –) magyar válogatott kézilabdázó, a Békéscsabai ENKSE beállója.

## Pályafutása
Mayer első klubja a Győr volt, ahol 2 évig szerepelt és innen került Hódmezővásárhelyre. 1 év elteltével a Fehérép Alcoa FKC játékosa lett. 2008-ban visszatért Győrbe, ahol 2+1 éves szerződést írt alá. 2011-ben a Veszprém Barabás játékosa. 1 évvel később a Vác beállója volt. Szintén 1 szezonnal később visszatért Fehérvárra, ahol 2 szezonra írt alá. Ám 2016-ban még 2 évvel meghosszabbította szerződését a Fehérvári csapattal. 2017 decemberében hivatalossá vált, hogy Mayer nemcsak a Fehérvár együttesét, hanem még Magyarországot is elhagyja, és 2018 januárjától a francia élvonalbeli Nantes játékosa lesz. Fél év francia kitérő után szerződést bontottak vele, és Mayer a dán élvonalbeli SønderjyskE Håndbold csapatánál írt alá. 2 év külföldi (francia és dán) kitérő után Mayer hazatért Magyarországra és Szombathelyi KKA játékosa lett.

## Sikerei, díjai
- Nemzeti Bajnokság I:
  - Győztes: 2006, 2009, 2010, 2011
- Magyar Kupa:
  - Győztes: 2006, 2009, 2010, 2011
- Bajnokok Ligája:
  - Döntős: 2009
  - Elődöntős: 2010, 2011